# Clinton (comté de Rock)
Pour les articles homonymes, voir Clinton.
Clinton est un village du comté de Rock, dans l'État du Wisconsin, aux États-Unis. En 2020, il comptait une population de 2 221 habitants.